# Oststraße 21 und 23 (Heilbronn)

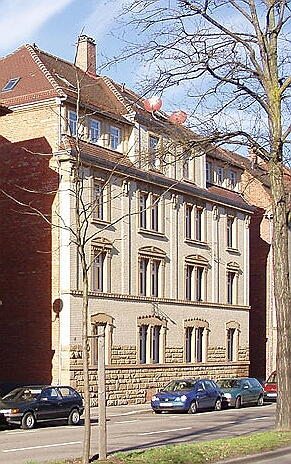
Haus Oststraße 21/23

Das Doppelhaus Oststraße 21 und 23  in Heilbronn ist ein denkmalgeschütztes Gebäude in Heilbronn.

## Geschichte
Das Wohnhaus wurde für den Rentier Heinrich Hoffmann nach Plänen der Architekten Stuber und Beckmann aus Heilbronn im Jahre 1908 errichtet. Es enthielt ursprünglich Dreizimmerwohnungen ohne Bad, die an Arbeiter vermietet wurden.
1950 gehörte die Haushälfte Nr. 21 dem Kupferschmiedemeister Julius Plenefisch, Nr. 23 den Erben von Heinrich Hoffmann.  1961 war Nr. 23 in den Besitz der Witwe Emilie Sander übergegangen.

## Beschreibung
Das Wohnhaus hat eine Fassade, die laut Denkmaltopographie die „zeittypische Loslösung vom Historismus“ zeigt. Dies ist insbesondere in den Obergeschossen erkennbar, wo die Vertikale durch Pilaster mit Jugendstilkapitellen betont wird. Auch die Zwillingsfenster zeigen Formen des „geometrisierenden Jugendstils“. Das Konsolengesims des Dachhauses zeigt Anklänge an den Neoklassizismus.